# Perilissus testaceoides
Perilissus testaceoides är en stekelart som först beskrevs av Morley 1926.  Perilissus testaceoides ingår i släktet Perilissus och familjen brokparasitsteklar. Inga underarter finns listade i Catalogue of Life.